# Parisotoma octooculata
Parisotoma octooculata (лат.) — вид коллембол из семейства Isotomidae (Anurophorinae). Антарктика (включая Антарктический полуостров Антарктиды, остров Ливингстон, Южные Оркнейские острова, Южные Шетландские острова, острова Кергелен, Херд и Маккуори). Длина 0,4—1,5 мм (400—1590 мкм). Единственный вид рода Parisotoma в Антарктике. Среди возможных веществ многокомпонентной криозащитной системы этого вида в полевых условиях на острове Сигню (Южные Оркнейские острова) обнаружены фруктоза и глюкоза, имевшие высокую концентрацию. Температура холодовой комы у особей P. octooculata имеет среднее значение минус −4,8 °C (у обитающего в тех же местах и условиях вида Cryptopygus antarcticus минус −8,3 °C).